# Pré-raffinerie
Une pré-raffinerie est une installation qui convertit le bitume en pétrole brut de synthèse. Les pré-raffineries sont installées à proximité des sites d'extraction de sable bitumineux, notamment dans la région de l'Athabasca en Alberta (Canada) et celle des sables bitumineux de l'Orénoque au Vénézuéla. 

## Technique
Le pré-raffinage consiste à transformer le bitume en pétrole brut de synthèse par distillation fractionnée ou par traitement chimique, de telle sorte qu'il puisse être acheminé par oléoduc et traité par une raffinerie de pétrole. La réduction de la viscosité est souvent de 100%. Il y a souvent aussi séparation des constituants lourds et réduction de la teneur en soufre, en azote et en métaux tels le nickel et le vanadium.
Le pré-raffinage peut impliquer divers procédés:
- Distillation sous vide afin de séparer constituants légers et résidus d'un poids moléculaire supérieur à 400.
- Désasphaltage de ces résidus afin d'en extraire les composés alicycliques, ce qui laisse une solution de pétrole désasphalté (PDA). Un mélange de propane et de butane va ensuite retirer les composés métalliques susceptibles d'interférer avec le traitement d'hydrofinissage.
- Craquage des longues chaînes de molécules du PDA en chaînes plus courtes.
- Hydrodésulfuration, si nécessaire, pour extraire le soufre et réduire le niveau d'azote.

## Préraffineries en Alberta
- Scotford Upgrader, Scotford, (AOSP - Shell Canada 60%, Chevron Corporation 20 %, Marathon Oil 20 %), 250 000 barils par jour (40 000 m3/j) bitume brut
- Horizon Oil Sands, Fort McMurray, (Canadian Natural Resources), 110 000 barils par jour (17 000 m3/j) bitume brut
- Long Lake, Fort McMurray, (OPTI Canada 35 % ; Nexen 65 %), 70 000 barils par jour (11 000 m3/j) bitume brut
- Syncrude, Fort McMurray, (Canadian Oil Sands, Imperial Oil, Suncor, Nexen, Conoco Phillips, Mocal Energy et Murphy Oil), 350 000 barils par jour (56 000 m3/j) bitume brut
- Suncor, Fort McMurray, (Suncor), 350 000 barils par jour (56 000 m3/j) bitume brut

Des recherches sont en cours pour effectuer certaines de ces opérations à des températures moins élevées en recourant à  des procédés de biotechnologie.